# Iran Barbosa
José Iran Barbosa Filho (Aracaju, 21 de junho de 1966) é um professor e político brasileiro filiado ao Partido Socialismo e Liberdade (PSOL). Foi deputado federal por Sergipe na 53ª legislatura, no período de fevereiro de 2007 a janeiro de 2011. Em 2018 foi eleito pelo Partido dos Trabalhadores (PT) deputado estadual de Sergipe. Em março de 2022 migrou do PT para o PSOL.